# 筆洞
筆洞（：／ Pil dong */?），是位于韩国首尔中区的一个行政洞，位于中区南部。

## 概況
筆洞的名稱來源李氏朝鮮時期設立的五部，該區域因位於五部南部，並有部管理處在此，故得名部洞。但由於部洞發音與筆骨相似，結果以訛傳訛，久而久之該處地名變為了筆骨，後來改為筆洞。該區域在李氏朝鮮後期管轄有誠明坊、樂善坊和熏陶坊。本洞北面與乙支路洞與光熙洞、東面與獎忠洞、西面與明洞相接。

## 歷史
- 1394年10月25日，設立五部，屬於五部南部的一部分。
- 1914年3月13日，改為大化町，並分為大化町1町目會、大化町2町目會和大化町3町目會。
- 1946年10月1日，改為現在名稱，並把大化町1町目會、大化町2町目會和大化町3町目會分別改為筆洞1街、筆洞2街和筆洞3街[2]。
- 1955年4月18日，將南學洞、鑄字洞、藝場洞、忠武路3街劃入本洞，並新設南曲洞和東院洞[3]。
- 1975年10月1日，廢除南曲洞和東院洞，筆洞1街、筆洞2街、筆洞3街、鑄字洞和藝場洞正式成為法定洞[4]。
- 1977年9月1日，將乙支路3街洞劃入本洞管轄[5]。
- 1985年9月1日，將乙支路3街洞劃出至乙支路洞管轄，同時將奬忠洞2街劃入本洞管轄[6]。
- 1992年1月1日，將忠武路4街劃入本洞管轄[7]。

## 下轄法定洞
- 筆洞1街
- 筆洞2街
- 筆洞3街
- 忠武路3街
- 忠武路4街
- 忠武路5街
- 奬忠洞2街
- 南學洞
- 鑄字洞
- 藝場洞
- 墨井洞[8]

## 交通
- 首尔地铁4号线明洞站
- 忠武路站

## 商業
- 黃鶴洞跳蚤市場

## 建築
- 東國大學
- 東國大學博物館
- 首爾動畫中心
- 大韓劇場
- 南山谷韓屋村

## 景點
- 崇政殿